# Valle de Lierp
Valle de Lierp (Vall de Lierp en aragonés ribagorzano) es un municipio español de la provincia de Huesca perteneciente a la comarca de Ribagorza, comunidad autónoma de Aragón.

## Geografía

### Núcleos de población del municipio
El término municipal de Valle de Lierp se extiende sobre un pequeño valle natural a los pies del Turbón y entre éste y la sierra de Chordal, en el que predomina el hábitat disperso. Así, ninguna de las aldeas que lo componen excede de unas pocas casas e incluso alguna de ellas no pasa de ser un mas. Las siguientes son las aldeas de Valle de Lierp.
| Entidad de población | Habitantes en 2020 |
| -------------------- | ------------------ |
| Egea (capital)       | 20                 |
| Padarníu             | 9                  |
| Pueyo                | 4                  |
| Reperós              | 2                  |
| Sala                 | 4                  |
| Serrate              | 12                 |
| Piniello             | 0                  |

## Administración y política
| Período   | Alcalde                   | Partido |  |
| --------- | ------------------------- | ------- |  |
| 1979-1983 | Rafael Solanilla Ballarín | UCD     |  |
| 1983-1987 |                           |         |  |
| 1987-1991 |                           |         |  |
| 1991-1995 |                           |         |  |
| 1995-1999 |                           |         |  |
| 1999-2003 |                           |         |  |
| 2003-2007 |                           |         |  |
| 2007-2011 | José María Ariño Castel   | PSOE    |  |
| 2011-2015 | José María Ariño Castel   | PSOE    |  |
| 2015-2019 | José María Ariño Castel   | PSOE    |  |

| Partido político    | Partido político                                   | 2003   | 2007   | 2011   | 2015   |
| Partido político    | Partido político                                   | Ediles | Ediles | Ediles | Ediles |
|                     | Partido de los Socialistas de Aragón (PSOE-Aragón) | 1      | 1      | 2      | 2      |
|                     | Partido Aragonés (PAR)                             | —      | —      | 1      | 1      |
|                     | Partido Popular de Aragón (PP)                     | —      | —      | —      | —      |
|                     | Chunta Aragonesista (CHA)                          | —      | —      | —      | —      |
| Total de concejales | Total de concejales                                | 1      | 1      | 3      | 3      |

## Toponimia
Hay varias teorías sobre ello. Según Manuel Benito Moliner el topónimo procede de las palabras latinas valls, valles y eremus, yermo. Como resultado el topónimo es la suma de Vall y -erp, Vallerp.
Moisés Selfa Sastre explica que la segunda parte del topónimo deriva del vasco le(he)r que significa "pino", acompañado del sufijo -pe, "debajo de". Todo junto significa lerpe "debajo de los pinos".
Mascaray Sin afirma algo parecido a la teoría de Mascaray, proviene del vasco ler-pe y ler-be que significa "el valle debajo de los pinos" y que su raíz ler o leer proviene del vasco antiguo. Durante la Edad Media se utilizaron variaciones del topónimo como Lirb, Lerb, Lirp y Lierb.

## Historia
Durante la Edad Media se utilizaron variaciones del topónimo como Lirb, Lerb, Lirp y Lierb. En la Colección Diplomática de Obrarra se menciona en un documento de 1023 y dice:
Et ego Asnerus de Lirb, dono per síngulos annos in domo de sante Marie de Nocelias...
Otro manuscrito también del monasterio de San Victorián fechado del 25 de abril de 1212 se hace referencias al valle de Lierb y su castillo en una donación de Pedro II de Aragón.
En otro documento fechado del 19 de noviembre de 1218 se indica que Guillermo Beranuy ofrece al monasterio de San Victorían "aquella casa de Bertrando de Exea que está en el Valle de Lirb, con todas sus pertenencias". Por último en otro documento de 1296 del mismo monasterio se cita al Valle de Lierp, percipimus ac percipere debemus in Valle de Lirp...

## Lengua local
El valle de Lierp, y por ello el municipio homónimo que aglutina las distintas entidades de población que en él se encuentran, es un pequeño valle abierto hacia el río Isábena, en cuya cuenca el habla está caracterizada como ribagorzano  con elementos de transición hacia aragonés. No obstante, la realidad lingüística del Valle de Lierp resulta ser todavía más compleja que la del valle en que afluyen sus aguas, siendo uno de los curiosos casos en que la transición entre estos dos idiomas se produce gradualmente entre núcleos de un mismo término municipal.
El valle de Lierp tiene, por su cabecera, contacto inmediato con el ya ribagorzano-aragonófono valle de Bardají y la tierra de Campo (donde se habla aragonés ribagorzano, inequívocamente), lo que dota al habla local de una naturaleza transicional más marcada que en el Isábena, llegando al punto de considerarse aragonés de transición a catalán el habla de las aldeas situadas en la alta cabecera del valle, próxima al límite con Bardají, y catalán de transición a aragonés lo hablado en los núcleos bajos, cercanos a Beranuy y el Isábena. Todo ello sin salir del propio término municipal.
Durante la realización del proyecto Archivo Audiovisual de l'Aragonés, llevado a cabo entre los años 2001 y 2010 por iniciativa de Fernando Blas y Fernando Romanos, con apoyo del Gobierno de Aragón con la finalidad de documentar gráficamente el habla viva en distintos pueblos aragonófonos del Alto Aragón, se grabaron en vídeo conversaciones o explicaciones sobre la vida tradicional por parte de hablantes maternos en el habla autóctona de Egea (Eixea en aragonés) y Padarníu (Padarnín) durante el año 2009 en las aldeas del Valle de Lierp. Dichas grabaciones están disponibles en la plataforma YouTube.
Sobre esta modalidad lingüística, José María Ariño Castel publicó en 1999 el libro La Bal de Lierp. Geografía y léxico (editado por el Consello d'a Fabla Aragonesa). El autor, natural de la zona, presenta una recogida de 988 voces del valle.

## Fiestas

### Primavera
- La pequeña el 5 de febrero, en honor a Santa Águeda.
- 13 de junio, romería en honor a San Antonio.

### Verano
- 29 de junio, romería en honor a San Pedro.
- 2 de julio, romería en honor a la Virgen del Pueyo.
- 8 y 9 de septiembre, fiesta mayor, pero actualmente se celebra en la penúltima semana de agosto.[12]

## Monumentos de interés
- Ermita de San Antonio. La ermita era propiedad de la familia Ferré, bendecida en 1736 y dedicada en principio a San Cristóbal, pero tras el hundimiento de la capilla de San Antonio de Padua se traslada la imagen del santo a esta ermita y desde entonces se denomina ermita de San Antonio de Padua (1741). La arquitectura de la ermita presenta una planta cuadrada de pequeñas dimensiones, con tejado a dos aguas y puerta adintelada mirando al mediodía.

## Demografía
Valle de Lierp cuenta con una población de 58 habitantes (INE 2024).
| Gráfica de evolución demográfica de Valle de Lierp entre 1842 y 2021                                                |
| |
| Población de derecho según los censos de población del INE Población de hecho según los censos de población del INE |